# Seregdi László
Seregdi László (Budapest, 1969. július[forrás?] –) felügyeleti tanácsadó a Magyar Nemzeti Banknál, elsősorban jogszabály-módosítási javaslatokkal, MNB-ajánlások és rendeletek kidolgozásával foglalkozik. 2012-ben Magyar Érdemkereszt díjban részesítették.

## Életpályája
A Pénzügyi és Számviteli Főiskolán kezdte tanulmányait 1987 és 1996 között, majd a Budapesti Közgazdaságtudományi Egyetemen szerzett közgaszdász diplomát. 2016-ban a Kaposvári Egyetemen PhD-fokozatban részesítették.

## Munkássága
Szakmai pályáját 1991-ben az Állami Bankfelügyeleten kezdte, és azóta megszakítás nélkül ennek jogutódjainál dolgozott, elsősorban a hazai és EU pénzügyi szektor szabályozási és módszertani kérdésekkel. Az MNB-ben a Tőke munkacsoportot vezeti, amelynek fő feladata a CRD/CRR kapcsán a szavatoló tőkével kapcsolatban felmerülő kérdések megválaszolása, a szükséges szabályozási és módszertani fejlesztések előkészítése. Emellett több tudományos cikket is publikált, és a METU-n a pénzügyi szabályozási és felügyeleti szakértő szakirányú továbbképzés szakmai vezetője is lett. 